# 聖貝南西奧 (加利福尼亞州蒙特雷縣)
聖貝南西奧（英語：San Benancio）是位於美國加利福尼亞州蒙特雷縣的一個非建制地區。該地的面積和人口皆未知。

## 地理
聖貝南西奧的座標為36°34′10″N 121°42′31″W / 36.56944°N 121.70861°W，而該地的平均海拔高度為69米（即226英尺）。